# Рыжов, Сергей Николаевич
Сергей Николаевич Рыжов (8 октября 1903, Малиновка, Алексинский уезд, Тульская губерния, Российская империя — 25 января 1981, Ташкент, Узбекская ССР, СССР) — советский и узбекский почвовед, академик и вице-президент АН Узбекской ССР (1966-81), член-корреспондент ВАСХНИЛ (1956-81).

## Биография
Родился Сергей Рыжов 8 октября 1903 года в Малиновке. В 1923 году окончил Богородицкий практический СХИ, в 1931 году окончил одновременно 2 учебных заведения — Тульский институт агрохимии и почвоведения и МСХА. Благодаря наличию нескольких дипломов, Сергей Николаевич стал в СССР видным учёным в области агропочвоведения и орошаемого земледелия. С 1931 по 1934 год работал во ВНИИ агрохимии и почвоведения. В 1934 году связал свою жизнь со Средней Азией и переехал в Ташкент, где провёл последующие долгие плодотворные годы своей жизни. С 1934 по 1949 год заведовал лабораторией физики почв центральной станции удобрений и агропочвоведения Всесоюзного института хлопководства, с 1949 по 1955 год заведовал кафедрой агрономии Среднеазиатского университета, при этом с 1950 года занимал должность проректора. С 1957 по 1961 год занимал должность вице-президента Академии сельскохозяйственных наук Узбекской ССР. С 1962 по 1963 год занимал должность директора почвенного института имени В. В. Докучаева.
Скончался Сергей Рыжов 25 января 1981 года в Ташкенте. Похоронен в Москве на Востряковском кладбище.

## Научные работы
Основные научные работы посвящены физическим свойствам почв зоны хлопководства и зоны орошения хлопчатника. Сергей Николаевич — автор 200 научных работ, из которых опубликовано чуть более 190.
- Разработал ряд агротехнических мероприятий для повышения урожайности хлопчатника и плодородия орошаемых земель.

## Научные труды
- Орошение хлопчатника в Ферганской долине. — Ташкент : АН Узбекской ССР, 1948. — 244 с.
- Методы определения физических свойств почв. — Ташкент : САГУ, 1951. — 47 с.
- Смена растительного покрова и изменение свойств сероземных почв на перелогах и залежах. — Ташкент : САГУ, 1959. — 32 с.

## Семья
- Сын Олег Сергеевич (р. 1932) — доктор физ.-мат. наук (1965), профессор.

## Награды, премии и почётные звания
- 1944 — Заслуженный деятель науки Узбекской ССР.
- 1966 — Орден Ленина.
- 1973 — Орден Октябрьской Революции.
- Дважды кавалер Ордена Трудового Красного Знамени.
- Дважды кавалер Ордена Знак Почёта.
- Многократно награждён медалями СССР.

## Список использованной литературы
- Биологи. Биографический справочник.— Киев: Наук. думка, 1984. — 816 с.: ил.